# Wacław Ulewicz

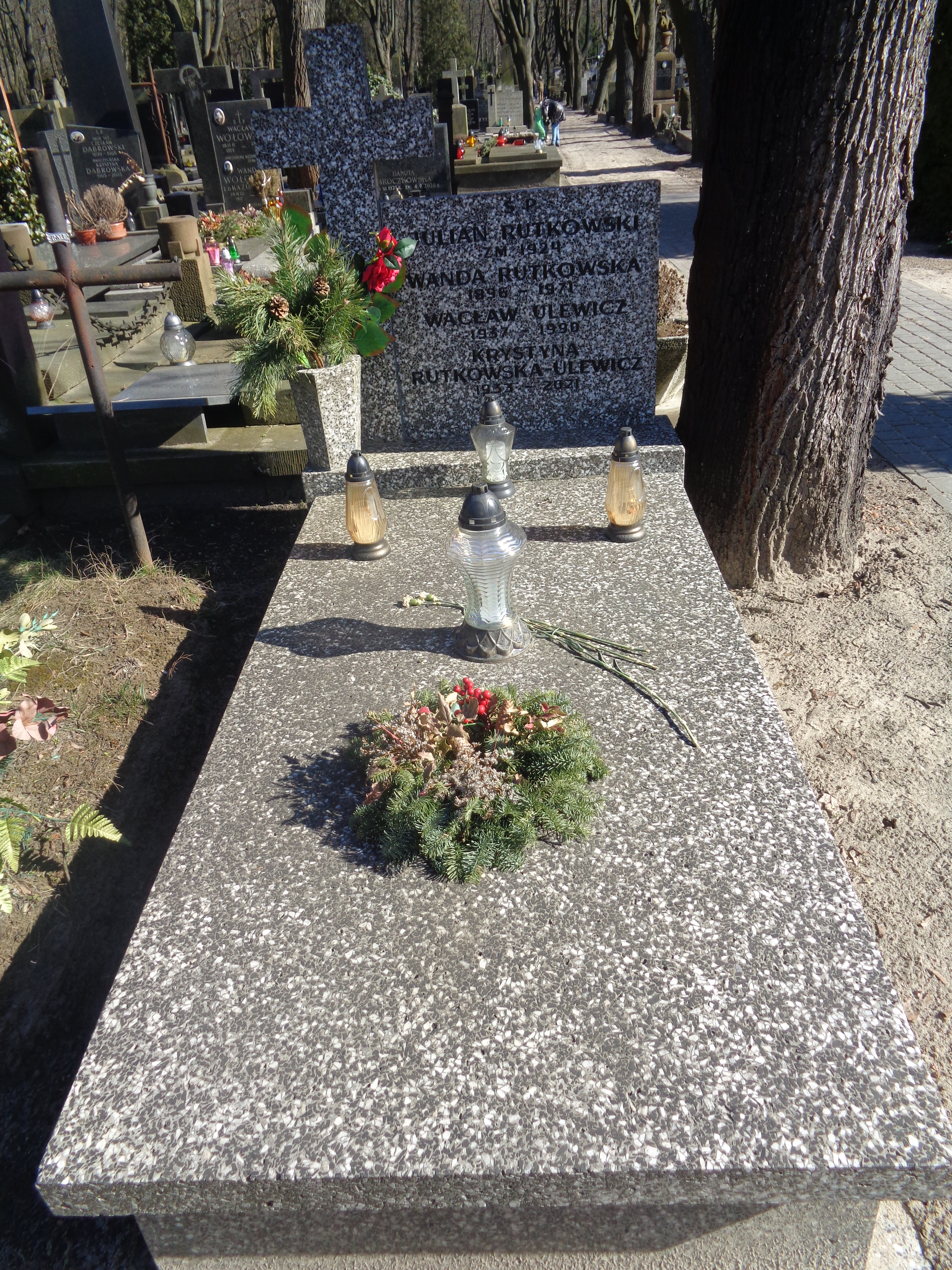
Grób Wacława Ulewicza i Krystyny Rutkowskiej-Ulewicz na Cmentarzu Powązkowskim

Wacław Ulewicz (ur. 12 czerwca 1937 w Ostrówkach, zm. 7 grudnia 1990 w Warszawie) – polski aktor teatralny i filmowy.

## Życiorys
W 1960 ukończył warszawską PWST. W tym samym roku zadebiutował w teatrze rolą Cherubina w Weselu Figara wystawionym przez Teatr Polski w Bydgoszczy.
Ojciec aktora Jakuba Ulewicza oraz mąż aktorki Krystyny Rutkowskiej-Ulewicz. Pochowany na cmentarzu Powązkowskim w Warszawie, w grobowcu rodzinnym żony.

## Teatr
- Teatr im. Jaracza w Olsztynie (1961–1965)
- Teatr Polski w Bydgoszczy (1965–1967)
- Teatr Dramatyczny w Szczecinie (1967–1974)
- Teatr Ludowy w Nowej Hucie (1974–1976)
- Teatr im. Żeromskiego w Kielcach (1976–1981)
- Teatr Ludowy w Nowej Hucie (1981–1987)
- Teatr Rozmaitości w Warszawie (1987–1990)

## Filmografia
- 1973: Hubal – Marek Szymański „Sęp”, członek oddziału „Hubala”
- 1974: Ile jest życia – Antek, brat Włodka
- 1974: Gąszcz – Antoni Mizura
- 1976: Zanim nadejdzie dzień – wychowawca w Milicyjnej Izbie Dziecka
- 1976: Za metą start – szef Szymańskiego
- 1977: Gdzie woda czysta i trawa zielona – delegat
- 1978: Wysokie loty – Wacław Kulej
- 1978: Ślad na ziemi – inżynier Mariańczyk
- 1979: Hotel klasy lux – Klonowicz
- 1979: Zerwane cumy – lotnik Zenek
- 1980: Polonia Restituta – Seyda Marian
- 1980: Spotkanie na Atlantyku – ksiądz
- 1980: Zamach stanu – sędzia Stanisław Leszczyński
- 1981: Krótki dzień pracy – sekretarz wojewódzki PZPR w Radomiu (główna rola
- 1983: Katastrofa w Gibraltarze – August Zalewski
- 1986: Złoty pociąg – major Marian Bobruk
- 1986: Kryptonim „Turyści” – oficer kontrwywiadu rozmawiający z Kwiecińskim (odc. 3)
- 1988: Rzeczpospolitej dni pierwsze – Adam Koc
- 1989: Marea sfidare – Zaremba